# Plessenburg

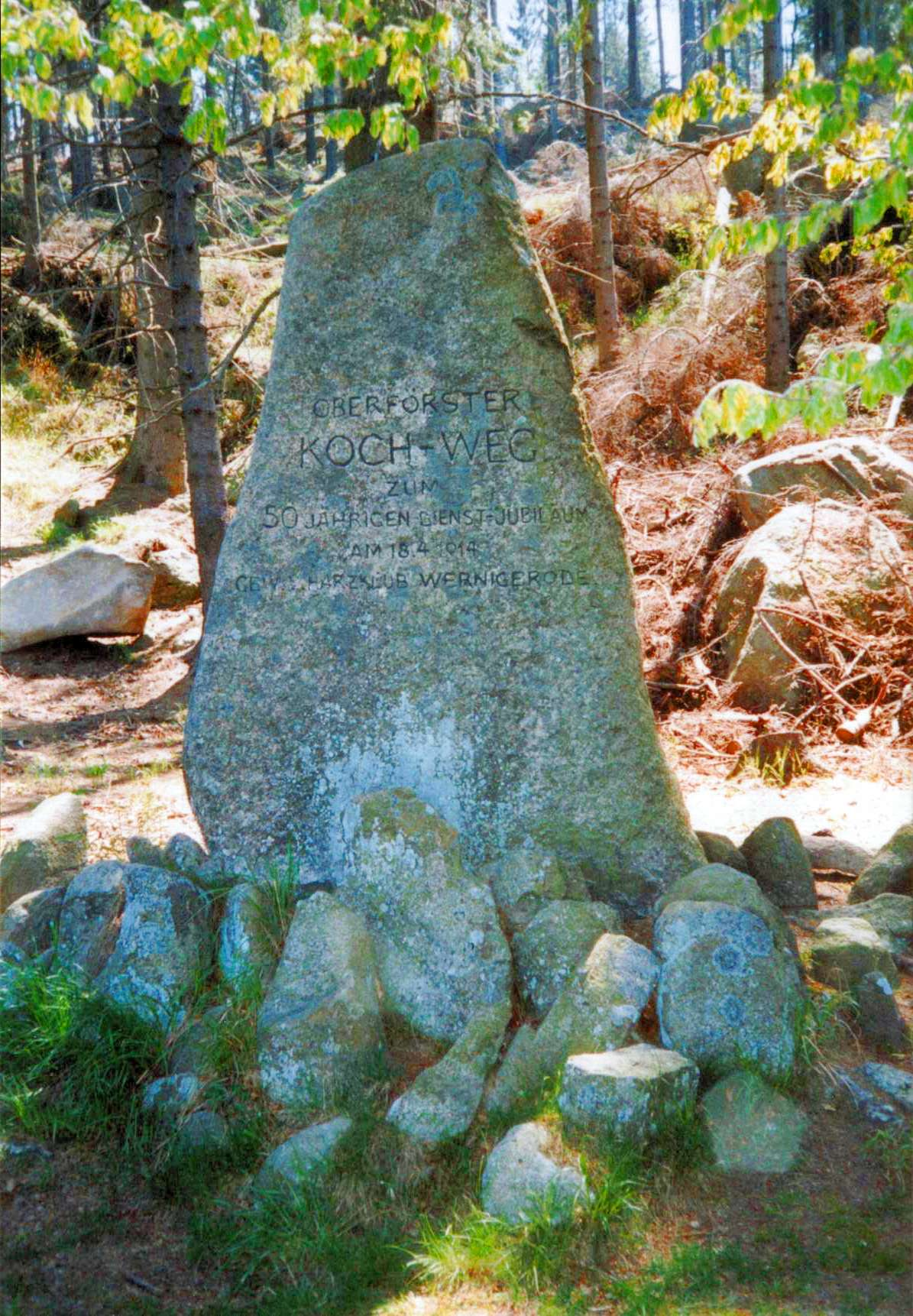
Gedenkstein unweit der Plessenburg. Inschrift: „Oberförster Koch-Weg / zum 50jährigen Dienst-Jubiläum / am / gew. v. Harzklub Wernigerode“

Plessenburg ist ein Ortsteil von Ilsenburg im Nationalpark Harz, Landkreis Harz, Bundesland Sachsen-Anhalt.

## Lage und Entstehung
Auf dem Königskoll im Huysburger Häu südlich von Ilsenburg ließ Graf Heinrich Ernst zu Stolberg-Wernigerode in den Jahren 1775–1776 ein herrschaftliches Jagdhaus errichten. Dieses benannte er nach seinem Schwiegersohn, dem Prinzen Friedrich Erdmann von Anhalt-Köthen-Pleß, Plessenburg. Etwas abseits des Jagdhauses entstand im 19. Jahrhundert ein Forsthaus, das schon bald zu einer beliebten Ausflugsgaststätte wurde. Unmittelbar neben dem Jagdhaus wurde hingegen 1880 ein Fachwerkgebäude für das Küchenpersonal errichtet, in das nach der Enteignung der Fürsten zu Stolberg-Wernigerode nach dem Zweiten Weltkrieg der Gastronomiebetrieb einzog und welches man später baulich mit dem alten Jagdhaus zu einem Gebäudekomplex verband, der heute als beliebte Ausflugsgaststätte genutzt wird.

## Tourismus
Zur Plessenburg führen zahlreiche Wanderwege aus der Umgebung von Ilsenburg, Drübeck, Darlingerode, Wernigerode und Bad Harzburg. Sie ist ein beliebter Zwischenstopp auf dem Hin- oder Rückweg zum höchsten Harzgipfel, dem Brocken. Unweit der Plessenburg liegen die Wolfsklippen mit einem Aussichtsgerüst, die Ilsefälle im Ilsetal und der Ilsestein. Des Weiteren ist die Plessenburg von Anfang Mai bis Ende Oktober an bestimmten Tagen durch eine Buslinie von Wernigerode über Ilsenburg zu erreichen.
Das Gasthaus Plessenburg und das Oberförster-Koch-Denkmal sind als Nr. 7 und Nr. 25 in das System der Stempelstellen der Harzer Wandernadel einbezogen.